# Adrián Sardinero
Adrián Sardinero Corpa (Leganés, 13 oktober 1990) is een Spaans voetballer die doorgaans speelt als spits. In januari 2025 verruilde hij Kannur Warriors voor CD Illescas.

## Clubcarrière
Sardinero doorliep de jeugdopleiding van Getafe, waar hij ook zijn doorbraak beleefde in het eerste elftal. Op 30 september 2010 debuteerde de aanvaller voor Getafe, toen in de UEFA Europa League met 2–0 verloren werd van Young Boys door twee doelpunten van David Degen. Coach Míchel liet Sardinero in de negenenzestigste minuut invallen voor verdediger Miguel Torres.
Voor het seizoen 2011/12 verhuurde Getafe de aanvaller voor één seizoen aan Hércules. Na dat seizoen nam de club Sardinero definitief over en hij tekende er voor drie seizoenen. Hiervan maakte hij nog twee seizoenen vol waarin hij tot respectievelijk twee en vier treffers wist te komen. Hierna trok de Spanjaard naar Cyprus, waar AEL Limasol zijn nieuwe club werd. In zijn eerste seizoen daar kwam hij tot twee treffers in de competitie, maar het jaar erop maakte hij er negen. Stadsgenoot Apollon Limasol nam Sardinero hierop over en gaf hem een verbintenis voor de duur van twee seizoenen. In 2018 verlengde hij deze verbintenis met twee jaar tot medio 2020.
Na afloop van dit contract verkaste de Spanjaard naar OFI Kreta, waar hij zijn handtekening zette onder een verbintenis voor de duur van twee seizoenen. Hiervan maakte hij er een vol, voor hij voor circa honderdvijftigduizend euro werd overgenomen door Perth Glory. Medio 2023 keerde Sardinero terug naar Spanje, waar hij voor Algeciras ging spelen. Een jaar later ging hij in India voor Kannur Warriors spelen. Bij CD Illescas keerde hij in januari 2025 terug in Spanje.

## Clubstatistieken
| Seizoen | Club            | Competitie         | Competitie | Competitie | Beker | Beker | Internationaal | Internationaal | Totaal | Totaal |
| Seizoen | Club            | Competitie         | Wed.       | Dlp.       | Wed.  | Dlp.  | Wed.           | Dlp.           | Wed.   | Dlp.   |
| ------- | --------------- | ------------------ | ---------- | ---------- | ----- | ----- | -------------- | -------------- | ------ | ------ |
| 2009/10 | Getafe          | Primera División   | 0          | 0          | 1     | 0     | —              | —              | 1      | 0      |
| 2010/11 | Getafe          | Primera División   | 11         | 1          | 2     | 1     | 3              | 1              | 16     | 3      |
| 2011/12 | Hércules        | Segunda División   | 31         | 4          | 1     | 0     | —              | —              | 32     | 4      |
| 2012/13 | Hércules        | Segunda División   | 39         | 2          | 1     | 0     | —              | —              | 40     | 2      |
| 2013/14 | Hércules        | Segunda División   | 32         | 4          | 1     | 0     | —              | —              | 33     | 4      |
| 2014/15 | AEL Limasol     | A Divizion         | 26         | 2          | 7     | 2     | 4              | 1              | 37     | 5      |
| 2015/16 | AEL Limasol     | A Divizion         | 32         | 9          | 5     | 1     | —              | —              | 37     | 10     |
| 2016/17 | Apollon Limasol | A Divizion         | 31         | 4          | 6     | 3     | —              | —              | 37     | 7      |
| 2017/18 | Apollon Limasol | A Divizion         | 21         | 4          | 7     | 1     | 10             | 2              | 38     | 7      |
| 2018/19 | Apollon Limasol | A Divizion         | 27         | 3          | 4     | 0     | 12             | 0              | 43     | 3      |
| 2019/20 | Apollon Limasol | A Divizion         | 15         | 1          | 2     | 0     | 6              | 1              | 23     | 2      |
| 2020/21 | OFI Kreta       | Super League       | 29         | 6          | 2     | 1     | 1              | 0              | 32     | 7      |
| 2021/22 | Perth Glory     | A-League           | 16         | 0          | 0     | 0     | —              | —              | 16     | 0      |
| 2022/23 | Perth Glory     | A-League           | 0          | 0          | 0     | 0     | —              | —              | 0      | 0      |
| 2023/24 | Algeciras       | Primera Federación | 30         | 1          | 0     | 0     | —              | —              | 30     | 1      |
| Totaal  | Totaal          | Totaal             | 340        | 41         | 39    | 9     | 36             | 5              | 415    | 55     |

Bijgewerkt op 16 januari 2025.

## Erelijst
| Kupello Kuprou | 1 | 2016/17 |